# Antea
Antea – imię żeńskie pochodzenia węgierskiego.
Pochodzi od imienia "Anteo" czyli Antoni. Może też pochodzić od imienia greckiej bogini Ateny. Imię to nosiła główna bohaterka powieści "Pięcioro dzieci i coś" autorstwa Edith Nesbit. W Polsce imię rzadko spotykane.
Antea imieniny obchodzi: 13 czerwca.

## Odmiana imienia Antea
W 1 os. l.poj.
- Mianownik: Antea,
- Dopełniacz: Antei,
- Celownik: Antei,
- Biernik: Anteę,
- Narzędnik: Anteą,
- Miejscownik:Antei,
- Wołacz: Anteo!